# روز بزرگ
روز بزرگ (انگلیسی: The Great Day) یک فیلم صامت در ژانر درام به کارگردانی هیو فورد است که در سال ۱۹۲۰ منتشر شد. آلفرد هیچکاک طراح تیتراژ این فیلم بوده است.
این فیلم درحال حاضر فیلم گمشده محسوب می‌شود.